# 倉敷常春藤廣場

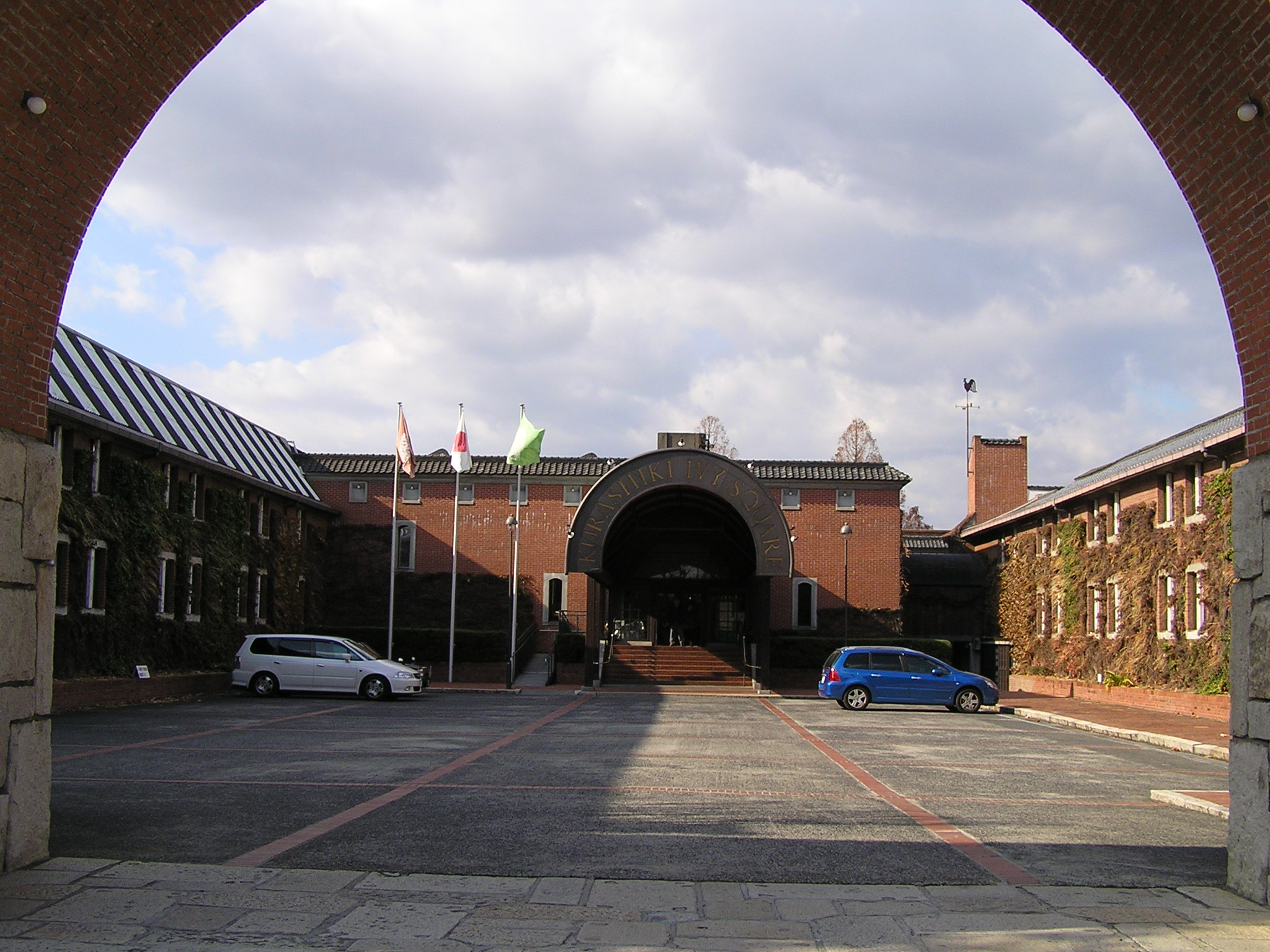
正面入口

倉敷常春藤廣場（日语：倉敷アイビースクエア，KURASHIKI IVY SQUARE）是位於日本岡山縣倉敷市的一座以酒店為中心的綜合觀光設施。倉敷常春藤廣場曾是江戶幕府的代官所辦公地點。

## 历史
1889年，倉敷紡績在此地修建工廠。現在這裡仍然是倉敷紡績在公司登記上的所在地。1973年，工廠重建為觀光設施。倉敷常春藤廣場也是倉敷美觀地區的一部分。倉敷常春藤廣場內除了酒店外，還有倉紡紀念館等設施。 

## 外部連結
- 倉敷アイビースクエア 公式サイト （页面存档备份，存于）
- クラボウ

34°35′40.7″N 133°46′25.1″E / 34.594639°N 133.773639°E